# Pterogobius virgo
Pterogobius virgo är en fiskart som först beskrevs av Temminck och Schlegel, 1845.  Pterogobius virgo ingår i släktet Pterogobius och familjen smörbultsfiskar. Inga underarter finns listade i Catalogue of Life.